# Moments from Ephemeral City
 (novembre 2019).
Albums de Caligula's Horse
Colossus (EP)
(2011)
Moments from Ephemeral City est le premier album du groupe australien de metal progressif Caligula's Horse. L'album est sorti indépendamment le 2 avril 2011. L'album a été enregistré de la mi-2010 à la fin de 2011 dans divers studios de fortune autour de Gold Coast et de Brisbane et a été produit, mixé, masterisé et conçu par le guitariste Sam Vallen.

## Liste des titres
Paroles et musique par Sam Vallen. Contributions musicales et lyriques par Jim Gray sur les pistes 1, 8 et 9. 
| 1.    | The City Has No Empathy (Your Sentimental Lie) | 6:10  |
| 2.    | Silence                                        | 7:13  |
| 3.    | Singularity                                    | 3:33  |
| 4.    | Alone in the World                             | 11:04 |
| 5.    | Ephemera                                       | 3:19  |
| 6.    | Equally Flawed                                 | 6:09  |
| 7.    | Calliope's Son (Don't Ever Look Back)          | 5:09  |
| 42:37 |                                                |       |

| Pistes Bonus de l'EP Colossus incluses dans la réédition | Pistes Bonus de l'EP Colossus incluses dans la réédition | Pistes Bonus de l'EP Colossus incluses dans la réédition | Pistes Bonus de l'EP Colossus incluses dans la réédition | Pistes Bonus de l'EP Colossus incluses dans la réédition | Pistes Bonus de l'EP Colossus incluses dans la réédition | Pistes Bonus de l'EP Colossus incluses dans la réédition | Pistes Bonus de l'EP Colossus incluses dans la réédition | Pistes Bonus de l'EP Colossus incluses dans la réédition | Pistes Bonus de l'EP Colossus incluses dans la réédition |
| No                                                       | Titre                                                    | Durée                                                    |                                                          |                                                          |                                                          |                                                          |                                                          |                                                          |                                                          |
| -------------------------------------------------------- | -------------------------------------------------------- | -------------------------------------------------------- | -------------------------------------------------------- | -------------------------------------------------------- | -------------------------------------------------------- | -------------------------------------------------------- | -------------------------------------------------------- | -------------------------------------------------------- | -------------------------------------------------------- |
| 8.                                                       | Colossus                                                 | 5:40                                                     |                                                          |                                                          |                                                          |                                                          |                                                          |                                                          |                                                          |
| 9.                                                       | Vanishing Rites (Tread Softly Little One)                | 5:12                                                     |                                                          |                                                          |                                                          |                                                          |                                                          |                                                          |                                                          |
| 53:29                                                    |                                                          |                                                          |                                                          |                                                          |                                                          |                                                          |                                                          |                                                          |                                                          |

## Personnel
Caligula's Horse
- Jim Gray - chant
- Sam Vallen - guitare
- Zac Greensill - guitare
- Dave Couper - basse
- Geoff Irish - batterie

Production
- Sam Vallen - producteur, mixage, mastering, ingénierie du son, mise en page
- Lemi Fleming - illustrations
- Stéphanie Bernard - photographie